# فيكتور أراوغو
فيكتور أراوغو (بالإنجليزية: Victor Araujo)‏ هو لاعب كرة قدم أمريكي، ولد في 25 يونيو 1991 في سالفادور في البرازيل. لعب مع نادي يوبين.